# アシレズクトンジオキシゲナーゼ (Ni2+-要求)
アシレズクトンジオキシゲナーゼ (Ni2+-要求)（acireductone dioxygenase (Ni2+-requiring)）は、システイン、メチオニン代謝酵素の一つで、次の化学反応を触媒する酸化還元酵素である。
1,2-ジヒドロキシ-5-(メチルチオ)-1-ペンテン-3-オン + O2 {\displaystyle \rightleftharpoons } 3-(メチルチオ)プロパン酸 + ギ酸 + CO
反応式の通り、この酵素の基質は1,2-ジヒドロキシ-5-(メチルチオ)-1-ペンテン-3-オンとO2、生成物は3-(メチルチオ)プロパン酸とギ酸とCOである。
組織名は1,2-dihydroxy-5-(methylthio)pent-1-en-3-one:oxygen oxidoreductase (formate- and CO-forming)で、別名にARD、2-hydroxy-3-keto-5-thiomethylpent-1-ene dioxygenase (ambiguous)、acireductone dioxygenase (ambiguous)、E-2がある。